# 东湖坪客家民居建筑群
东湖坪客家民居建筑群，位于中国广东省韶关市始兴县太平镇东湖坪村，为始兴县的一个县级文物保护单位，类型为古建筑，公布时间为2004年4月7日。
东湖坪客家民居建筑群的历史年代为清代。